# Toxicodendron
Toxicodendron Mill., 1754 è un genere di alberi, arbusti e rampicanti legnosi della famiglia delle Anacardiaceae, comunemente noti come sommacchi.
Tutte le specie di questo genere producono l'olio urushiol (o urusciolo), irritante per la pelle, che può causare una grave reazione allergica; di qui il nome scientifico che significa "albero velenoso".

## Descrizione
Le piante del genere hanno foglie alternate e composte di forma pennata, e drupe biancastre o grigiastre. I membri più noti del genere nel Nord America sono l'edera velenosa, praticamente ubiquitaria nella maggior parte del Nord America orientale, e la quercia velenosa, similmente ubiquitaria in gran parte della zona occidentale del continente.
L'aspetto delle piante è alquanto variabile. Le foglie possono avere bordi lisci, dentati o lobati, e tutti e tre i tipi di bordo possono essere presenti nelle foglie di una stessa pianta. Le piante crescono come striscianti, rampicanti, arbusti o, nel caso dell'albero della lacca e del sommacco velenoso, come alberi. Mentre le foglie dell'edera velenosa e delle querce velenose di solito hanno tre foglioline, a volte ve ne sono cinque od, occasionalmente, anche sette. Le foglie del sommacco velenoso hanno 7-13 foglioline, e quelle dell'albero della lacca 7-19.
I nomi comuni delle varie piante derivano dal loro aspetto, simile ad altre specie che non sono strettamente imparentate, e dalla risposta allergica all'urushiol. Così, ad esempio, la quercia velenosa non è una quercia (Quercus, famiglia Fagaceae), ma questo nome comune deriva dalla rassomiglianza delle foglie a quelle della quercia bianca (Quercus alba), mentre l'edera velenosa non è un'edera (Hedera, famiglia Araliaceae), ma ha una forma di crescita superficialmente simile. Ma sia la quercia velenosa che l'edera velenosa sono membri della famiglia dei sommacchi, le Anacardiaceae. Tecnicamente, le piante non contengono un veleno: contengono invece un potente allergene.

## Tassonomia
Toxicodendron era in passato considerato una sezione del genere Rhus, ma recenti prove molecolari ne hanno sancito lo status di genere monofiletico separato.
Il genere comprende le seguenti specie:
- Toxicodendron acuminatum (DC.) C.Y.Wu & T.L.Ming
- Toxicodendron bimannii Barbhuiya
- Toxicodendron borneense (Stapf) Gillis
- Toxicodendron calcicola C.Y.Wu
- Toxicodendron delavayi (Franch.) F.A.Barkley
- Toxicodendron diversilobum (Torr. & A.Gray) Greene
- Toxicodendron fulvum (W.G.Craib) C.Y.Wu & T.L.Ming
- Toxicodendron grandiflorum C.Y.Wu & T.L.Ming
- Toxicodendron griffithii (Hook f.) Kuntze
- Toxicodendron hirtellum C.Y.Wu
- Toxicodendron hookeri (K.C.Sahni & Bahadur) C.Y.Wu & T.L.Ming
- Toxicodendron khasianum (Hook.f.) Kuntze
- Toxicodendron × lobadioides Greene
- Toxicodendron nodosum (Blume) Kuntze
- Toxicodendron orientale Greene
- Toxicodendron pubescens Mill.
- Toxicodendron quinquefoliolatum Q.H.Chen
- Toxicodendron radicans (L.) Kuntze
- Toxicodendron rhetsoides (W.G.Craib) Tardieu
- Toxicodendron rostratum T.L.Ming & Z.F.Chen
- Toxicodendron rydbergii (Small ex Rydb.) Greene
- Toxicodendron striatum (Ruiz & Pav.) Kuntze
- Toxicodendron succedaneum (L.) Kuntze
- Toxicodendron sylvestre (Siebold & Zucc.) Kuntze
- Toxicodendron trichocarpum (Miq.) Kuntze
- Toxicodendron vernicifluum (Stokes) F.A.Barkley
- Toxicodendron vernix (L.) Kuntze
- Toxicodendron wallichii (Hook.f.) Kuntze
- Toxicodendron yunnanense C.Y.Wu

### Alcune specie
- La quercia velenosa occidentale (Toxicodendron diversilobum) si trova in gran parte del Nord America occidentale, andando dalla Costa pacifica fino alla Sierra Nevada e alla Catena delle Cascate tra la Columbia Britannica meridionale e fino alla Bassa California. È estremamente comune in quella regione, dov'è la specie predominante del genere. In effetti, è l'arbusto legnoso più diffuso della California.[3] Estremamente variabile, cresce come folto arbusto in piena luce del sole, o come pianta rampicante nelle aree in ombra. Come l'edera velenosa, si riproduce mediante rizomi striscianti o mediante semi. Le foglie sono divise in tre foglioline, lunghe 35–100 mm, con bordi smerlati, dentellati o lobati. I Californiani imparano a riconoscerla con la rima "leaves of three, let it be" ("foglie a tre, lasciala stare"). Le foglie possono essere rosse, gialle, verdi, o una qualche combinazione di quei colori, a seconda di vari fattori, come il periodo dell'anno.
- L'edera velenosa asiatica (Toxicodendron orientale) è molto simile all'edera velenosa americana, e la sostituisce in tutta l'Asia sud-orientale (talmente simile che alcuni testi la trattano appunto come una varietà della specie americana).
- L'edera velenosa (Toxicodendron radicans) è estremamente comune in alcune aree del Nord America. Negli Stati Uniti cresce in tutti gli stati eccetto l'Alaska, le Hawaii e la California, ma è molto meno comune della quercia velenosa nel Nord America occidentale. Cresce anche nell'America Centrale. Apparendo come uno strisciante, un rampicante o un arbusto, si riproduce sia mediante rizomi striscianti che mediante semi. L'aspetto varia. Le foglie, disposte in modo alternato, di solito in gruppi di tre, sono lunghe da 20 a 50, appuntite all'estremità, e possono essere dentellate, lisce o lobate, ma mai seghettate. Possono inoltre essere brillanti od opache, ed il colore varia con la stagione. I rampicanti crescono quasi diritti verso l'alto piuttosto che avvolgersi intorno al loro sostegno, e possono raggiungere gli 8–10 m di altezza. In alcuni casi, l'edera velenosa può ingoiare completamente la struttura di sostegno, ed i rampicanti estendersi verso l'esterno come rami, cosicché sembra essere un "albero" di edera velenosa.
- L'edera velenosa occidentale (Toxicodendron rydbergii) si trova nelle zone settentrionali degli Stati Uniti orientali. Esiste anche negli Stati Uniti occidentali ed in Canada, ma è molto meno comune della quercia velenosa. Può crescere come rampicante o come arbusto. Una volta era considerata una sottospecie dell'edera velenosa. A volte si ibrida effettivamente con le specie rampicanti. L'edera velenosa occidentale si trova in gran parte degli Stati Uniti occidentali e centrali e del Canada, anche se non sulla Costa occidentale. Negli Stati Uniti orientali si trova raramente a sud del New England.
- L'albero della cera giapponese (Toxicodendron succedaneum) è una pianta nativa dell'Asia, sebbene sia stata piantata altrove, in modo particolare in Australia e Nuova Zelanda. È un grande arbusto o albero, alto fino a 8 m, alquanto simile ad un albero di sommacco. A causa del suo bel fogliame autunnale, è stato piantato al di fuori dell'Asia come pianta ornamentale, spesso da giardinieri apparentemente ignari dei pericoli di reazioni allergiche. In Australia e Nuova Zelanda è ora classificato come erba infestante nociva. Il metilestere di acidi grassi dell'olio dei chicchi soddisfa tutti i principali requisiti del biodiesel negli Stati Uniti (ASTM D 6751-02, ASTM PS 121-99), in Germania (DIN V 51606) e nell'Unione europea (EN 14214).[4]
- La quercia velenosa atlantica (Toxicodendron pubescens) cresce perlopiù nei suoli sabbiosi delle zone orientali degli Stati Uniti. Crescendo come arbusto, le sue foglie sono a gruppi di tre, hanno una forma tipicamente rotonda o lobata e presentano una fitta peluria. Sebbene sia spesso confusa con la più comune edera velenosa, anche nella letteratura scientifica,[5] la quercia velenosa atlantica presenta piccoli ciuffi di peli sulle venature sulla parte inferiore delle foglie, mentre l'edera velenosa no.

- L'albero della lacca[6][7][8] o albero della vernice (Toxicodendron vernicifluum, precedentemente Rhus verniciflua)[6] cresce in Asia, specialmente in Cina e Giappone. Crescendo fino a 20 m di altezza, la sua linfa produce una lacca estremamente durevole. Le foglie hanno 7-19 foglioline (più spesso 11-13). La linfa contiene l'olio allergenico, l'urushiol (o urusciolo). L'urushiol prende il nome proprio da questa specie, che in giapponese è chiamata urushi (漆 (urushi?)). Altri nomi sono: albero della lacca giapponese, albero della vernice giapponese e sommacco giapponese. Da notare che il termine "albero della vernice" si applica occasionalmente anche all'aleurite (Aleurites moluccana), un albero del Sud-est asiatico non imparentato con il Toxicodendron. La pianta viene coltivata in Cina, Giappone e Corea.[9]

- Il sommacco velenoso (Toxicodendron vernix) è un alto arbusto o un piccolo albero, di 2–7 m di altezza. Si trova in aree aperte, paludose e si riproduce per mezzo di semi. Le foglie hanno tra le 7 e le 13 foglioline dentellate, in una disposizione pennata.[10]

## Usi
Le resine di certe specie native del Giappone, della Cina e di altri paesi asiatici, come il T. vernicifluum (albero della lacca) e il T. succedaneum (albero della cera), sono usate per produrre la lacca e, come sottoprodotto di questa lavorazione, le loro bacche sono utilizzate per fare la cera giapponese.
Un infuso tossico a base di Toxicodendron vernicifluum è utilizzato dai monaci buddhisti per il sokushinbutsu, rituale religioso volto all'automummificazione e alla morte del praticante.

## Prevenzione, trattamento e sicurezza
Per quanto concerne la sua potenzialità di causare la dermatite da contatto indotta dall'urushiol, il sommacco velenoso è di gran lunga più virulento di altre specie di Toxicodendron, anche più dell'edera velenosa e della quercia velenosa. Secondo alcuni botanici, il sommacco velenoso è la specie vegetale più tossica degli Stati Uniti.
Per informazioni specifiche sulla prevenzione e sul trattamento degli eritemi da Toxicodendron, si veda dermatite da contatto indotta dall'urushiol.